# Рахмонов, Шавкат Бахтибаевич
Шавка́т Бахтиба́евич Рахмо́нов (каз. Шавкат Бақтыбайұлы Рахмонов, Şavkat Baqtybaiūly Rahmonov, 23 октября 1994, Шурчи, Узбекистан) — казахстанский боец смешанных единоборств, выступающий под эгидой UFC в полусреднем весе. Бывший чемпион M-1 в полусреднем весе. Занимает 3 строчку официального рейтинга UFC в полусреднем весе и 15 строчку официального рейтинга UFC среди лучших бойцов независимо от весовой категории (англ. pound-for-pound).

## Биография
Родившись в Узбекистане, в 2014 году Рахмонов получил гражданство Казахстана и переехал с семьей в Караганду. Происходит из подрода Алтынбай рода Шекты ветви Алимулы племени Алшын. Отец Рахмонова казах, мать — коныратка.

## Карьера

### Начало карьеры
Будучи любителем, Рахмонов выиграл титулы чемпиона мира WMMAA и чемпиона Азии.
Профессиональная карьера Рахмонова началась в октябре 2014 года, когда он дебютировал победой удушающим приёмом «треугольник» в первом раунде над Адамом Цуровым на турнире M-1 Challenge 52. Он продолжал выступать в основном под флагом М-1, семь его профессиональных боёв прошли в этом промоушене, а остальные пять побед были одержаны в Казахстанской федерации смешанных единоборств (KZMMAF); он чередовал эти две организации. Завоевал свой первый титул в качестве профессионала в бою против Фаридуна Одилова за пояс KZMMAF в полусреднем весе — техническим нокаутом в третьем раунде.
В 2013 году Рахмонов стал чемпионом мира в любительском ММА по версии WMMAA.
В 2014 году он стал чемпионом Азии по ММА по версии WMMAA. В том же году он занял второе место на чемпионате мира по ММА по версии WMMAA, уступив Гаджимураду Хирамагомедову. В 2015 году Рахмонов снова занял второе место на чемпионате мира WMMA, опять уступив Гаджимураду Хирамагомедову. Таким образом, Гаджимурад Хирамагомедов — единственный человек, который победил Рахмонова в любительском ММА.
Рахмонов защитил свой пояс в следующем бою на турнире Battle of Nomads 11 против Рината Саякбаева в декабре 2018 года, а в начале нового года вернулся в М-1, встретившись с Данилой Приказом на M-1 Challenge 101 за вакантный титул чемпиона М-1 в полусреднем весе. Шавкат завершил бой техническим нокаутом во втором раунд завоевал пояс[20].
В своем последнем выступлении на региональной арене Рахмонов защитил свой титул чемпиона М-1 в полусреднем весе, победив Тьяго Варежана в первом раунде на M-1 Challenge 102.

### Ultimate Fighting Championship
Рахмонов стал первым казахстанским бойцом, подписавшим контракт с UFCи должен был встретиться с Бартошем Фабиньским 21 марта 2020 года на UFC Fight Night: Вудли vs. Эдвардс. Однако из-за пандемии COVID-19 турнир был отменён.
Ожидалось, что Рахмонов встретится с Рамазаном Эмеевым 26 июля 2020 года на турнире UFC on ESPN: Уиттакер vs. Тилл. Однако в начале июля стало известно, что Рахмонов был вынужден сняться из-за травмы, и его заменил Никлас Штольце.
Рахмонов должен был драться с Элизеу Залески дус Сантусом 24 октября 2020 года на UFC 254. Однако в конце сентября Залески выбыл из-за травмы, и его заменил Алекс Оливейра. На взвешивании Оливейра показал вес 173 фунта, что на два фунта превышало лимит в полусреднем весе. Бой проходил в промежуточном весе, и Оливейра был оштрафован на 20 % от своего гонорара, который достался Рахмонову. Рахмонов выиграл бой удушающим приёмом «гильотина» в первом раунде.
Рахмонов встретился с Мишелем Празерисом на UFC Fight Night: Ган vs. Волков 26 июня 2021 года и выиграл бой удушающим приёмом сзади во втором раунде.
5 февраля 2022 года на UFC Fight Night: Херманссон vs. Стрикленд Рахмонов встретился с Карлстоном Харрисом, Шавкат выиграл бой нокаутом в первом раунде. Эта победа принесла ему первый бонус «Выступление вечера».
В качестве первого поединка нового контракта на пять боёв Рахмонов встретился с Нилом Магни 25 июня 2022 года на UFC Fight Night: Царукян vs. Гамрот. Он выиграл бой гильотинным удушением во втором раунде. Эта победа принесла ему бонус «Выступление вечера».
Рахмонов должен был встретиться с Джеффом Нилом 14 января 2023 года на UFC Fight Night:Стрикленд vs. Имавова. Однако 29 декабря Нил снялся с поединка из-за травмы, о которой не сообщается, и бой был перенесен на UFC 285. На взвешивании 3 марта Нил весил 175 фунтов, что на 4 фунта превышало лимит полусреднего веса. В результате бой проходил в промежуточном весе, а Нил был оштрафован на 30 % от своего гонорара, который достался Рахмонову. Он выиграл бой удушающим приёмом сзади в третьем раунде. Эта победа принесла ему бонус «Бой вечера».

## Титулы и достижения
- Ultimate Fighting Championship
  - Бонус за «Выступление вечера» (два раза) против Карлстона Харриса и Нила Мэгни[26][29]
  - Бонус за «Бой вечера» (один раза) против Джеффа Нила[35]

- M-1 Global
  -  Чемпион в полусреднем весе (один раз)[14]
    - Одна успешная защита титула[14]
- Kazakhstan Mixed Martial Arts Federation
  -  Чемпион в полусреднем весе (один раз)[36]
    - Одна успешная защита титула[36]
- World Mixed Martial Arts Association (WMMAA)
  -  World Championship Welterweight (2013)[10]
  -  Asian Championship Welterweight (2014)[9]
  -  World Championship Welterweight (2014)[37]
  -  World Championship Welterweight (2015)[13]

## Статистика в профессиональном ММА
| Боёв 19  | Побед 19 | Поражений 0 |
| -------- | -------- | ----------- |
| Нокаутом | 8        | 0           |
| Сдачей   | 10       | 0           |
| Решением | 1        | 0           |

| Результат | Рекорд | Соперник         | Способ                                      | Турнир                                    | Дата            | Раунд | Время | Место                   | Примечание                                                               |
| --------- | ------ | ---------------- | ------------------------------------------- | ----------------------------------------- | --------------- | ----- | ----- | ----------------------- | ------------------------------------------------------------------------ |
| Победа    | 19-0   | Иэн Гэрри        | Единогласное решение                        | UFC 310                                   | 7 декабря 2024  | 5     | 5:00  | Лас-Вегас, Невада, США  |                                                                          |
| Победа    | 18-0   | Стивен Томпсон   | Сдача (удушение сзади)                      | UFC 296                                   | 16 декабря 2023 | 2     | 4:56  | Лас-Вегас, Невада, США  | Вовзращение в полусредний вес                                            |
| Победа    | 17-0   | Джефф Нил        | Сдача (удушение сзади в стойке)             | UFC 285                                   | 4 марта 2023    | 3     | 4:17  | Лас-Вегас, Невада, США  | Бой в промежуточном весе (79,38 кг), Нил не сделал вес. «Бой вечера» (1) |
| Победа    | 16-0   | Нил Мэгни        | Удушающий приём (гильотина)                 | UFC on ESPN: Царукян vs. Гамрот           | 25 июня 2022    | 2     | 4:58  | Лас-Вегас, Невада, США  | «Выступление вечера» (2)                                                 |
| Победа    | 15-0   | Карлстон Харрис  | Нокаут (удар ногой с разворота и добивание) | UFC Fight Night: Херманссон vs. Стрикленд | 5 февраля 2022  | 1     | 4:10  | Лас-Вегас, Невада, США  | «Выступление вечера» (1)                                                 |
| Победа    | 14-0   | Мишел Празерис   | Удушающий приём (сзади)                     | UFC Fight Night: Ган vs. Волков           | 26 июня 2021    | 2     | 2:10  | Лас-Вегас, Невада, США  |                                                                          |
| Победа    | 13-0   | Алекс Оливейра   | Удушающий приём (гильотина)                 | UFC 254                                   | 24 октября 2020 | 1     | 4:40  | Абу-Даби, ОАЭ           | Дебют в UFC в промежуточном весе (78,47 кг), Оливейра не сделал вес      |
| Победа    | 12-0   | Тьяго Варежан    | Технический нокаут (удары)                  | M-1 Challenge 102                         | 28 июня 2019    | 1     | 4:50  | Нур-Султан, Казахстан   | Защитил (1) пояс чемпиона M-1 Global в полусреднем весе                  |
| Победа    | 11-0   | Данила Приказа   | Технический нокаут (удары)                  | M-1 Challenge 101                         | 30 марта 2019   | 2     | 2:20  | Алматы, Казахстан       | Завоевал вакантный пояс чемпиона M-1 Global в полусреднем весе           |
| Победа    | 10-0   | Ринат Саякбаев   | Технический нокаут (удары)                  | KZMMAF: Battle of Nomads 11               | 8 декабря 2018  | 1     | 5:00  | Талдыкорган, Казахстан  | Защитил (1) пояс чемипона KZMMAF в полусреднем весе                      |
| Победа    | 9-0    | Фаридун Одилов   | Технический нокаут (удары)                  | KZMMAF: Battle of Nomads 10               | 12 мая 2018     | 3     | 3:03  | Астана, Казахстан       | Завоевал пояс чемпиона KZMMAF в полусреднем весе                         |
| Победа    | 8-0    | Леван Солодовник | Удушающий приём (треугольник)               | M-1 Challenge 87                          | 9 февраля 2018  | 2     | 4:42  | Санкт-Петербург, Россия |                                                                          |
| Победа    | 7-0    | Пак Чун Ён       | Удушающий приём (сзади)                     | KZMMAF: Battle of Nomads 9                | 7 августа 2016  | 2     | 1:51  | Хвасун, Южная Корея     | Бой в промежуточном весе (79,83 кг)                                      |
| Победа    | 6-0    | Марселу Бриту    | Нокаут (удар в корпус)                      | M-1 Challenge 67                          | 4 июня 2016     | 1     | 1:37  | Баку, Азербайджан       |                                                                          |
| Победа    | 5-0    | Адиль Боранбаев  | Удушающий приём (удушение сзади)            | KZMMAF: Battle of Nomads 7                | 30 апреля 2016  | 2     | 4:51  | Астана, Казахстан       |                                                                          |
| Победа    | 4-0    | Михал Виенцек    | Удушающий приём (гильотина)                 | M-1 Challenge 59                          | 3 июля 2015     | 1     | 0:49  | Астана, Казахстан       |                                                                          |
| Победа    | 3-0    | Бартош Хырек     | Нокаут (удары)                              | M-1 Challenge 57                          | 2 мая 2015      | 1     | 2:51  | Оренбург, Россия        |                                                                          |
| Победа    | 2-0    | Маркус Винисиос  | Технический нокаут (удары)                  | KZMMAF: Battle of Nomads 2                | 30 ноября 2014  | 1     | 4:58  | Алматы, Казахстан       |                                                                          |
| Победа    | 1-0    | Адам Цуров       | Удушающий приём (треугольник)               | M-1 Challenge 52                          | 17 октября 2014 | 1     | N/A   | Назрань, Россия         | Дебют в полусреднем весе MMA                                             |